# Smrečje (Čabar)
Pour les articles homonymes, voir Smrečje.
Smrečje est une localité de Croatie située dans la municipalité de Čabar, dans le comitat de Primorje-Gorski Kotar. En 2001, la localité comptait 83 habitants.

## Démographie
| 1948 | 1953 | 1961 | 1971 | 1981 | 1991 | 2001 |
| ---- | ---- | ---- | ---- | ---- | ---- | ---- |
| 170  | 184  | 180  | 161  | 117  | 105  | 83   |